# 桃園 (池田市)
桃園（ももぞの）は、大阪府池田市にある地名である。一丁目から二丁目まである。郵便番号は 563-0045 である。当地域の人口は、2017年12月末時点で 1,424 人である（池田市市民生活部総合窓口課の資料による）。面積は、2018年3月末時点で 0.410 平方キロメートルである（池田市市長公室広聴文書課の資料による）。

## 地理
池田市の南西部に位置する。北部に一丁目があり、南部に二丁目がある。北東は、室町と接しており、東は、姫室町と接している。南は、神田四丁目と接しており、西は、兵庫県川西市と接している。
当地域のほぼ中央を、東西に市道満寿美猪名川線が通っている。当地域の西端を猪名川が南流しており、河岸域には、猪名川運動公園が整備されている。当地域の南西部を阪神高速11号池田線が通っている。一丁目には住宅地域が広がっており、二丁目は大半が自動車メーカー、ダイハツ工業の工場によって占められている。池田市の最西端は、桃園一丁目3427番地先である。当地域は、池田市立呉服小学校および池田市立池田中学校の校区に含まれる。

## 歴史
1921年（大正10年）、地名の変更が行われ、内開、極庵、西川原、中川原が桃園となる。昭和期の初期の頃まで、当地域には、畑作・水田地帯が広がっており、モモやイチゴの畑の他、菜の花の畑などが存在した。桃園の地名は、モモが多く栽培されていたことに由来するという説がある。1936年（昭和11年）、葬祭場が桃園町1181番地に開設される。1937年（昭和12年）に日中戦争が開始されると、自動車のニーズが高まったため、1939年（昭和14年）にダイハツ工業の池田工場が操業を開始した。1944年（昭和19年）、桃園に周辺の地域が編入され、桃園町が制定された。
1949年（昭和24年）、桃園塵芥焼却場が開設される。1950年（昭和25年）9月、週刊『池田新聞』が創刊される。1963年（昭和38年）10月、ダイハツ工業の教育センターが設立される。1966年（昭和41年）12月1日、桃園町と神田町の各一部が、桃園一丁目、二丁目に変更される。1969年（昭和44年）、猪名川運動公園が開設される。1980年（昭和55年）6月、桃園会館が一丁目に開設される。1998年（平成10年）、桃園公園が一丁目に開設される。

## 施設
- 池田市 環境部 業務センター[2][19]
- 池田市 環境部 クリーンセンター[2][20]
- 葬祭場[2][21]
- 桃園会館[2]
- 猪名川運動公園[22]
  - 猪名川運動公園事務所[2]
- 桃園公園[22]